# Derek Bailey (guitarrista)
Derek Bailey (29 de enero de 1930 - 25 de diciembre de 2005) fue un guitarrista británico de vanguardia y figura destacada en el movimiento de la improvisación libre.

## Discografía
- Karyobin (con las discográficas SME y Island, 1968)
- The Topography of the Lungs (con Han Bennink and Evan Parker, Incus, 1970 (nb, este fue el primer lanzamiento en el sello discográfico Incus))
- The Music Improvisation Company, 1968 - 1971 (con la Music Improvisation Company, Incus, 1971)
- The London Concert (con Evan Parker, Incus, 1971)
- Solo Guitar Volume 1 (Incus, grabado en 1971, reeditado en 1992)
- Solo Guitar Volume 2 (Incus, 1972)
- First Duo Concert with Anthony Braxton (Emanem, 1974, reeditado en CD en 1996)
- Lot 74 - Solo Improvisations (Incus, 1974)
- Improvisation (Cramps Records, 1975)
- Jesus' Blood Never Failed Me Yet/The Sinking of the Titanic (con Gavin Bryars y otros, Obscure Records, 1975)
- Company 6 & 7 (otros la interpretaron en esta reedición originalmente grabadas en la Company Week en 1977 que incluyen a Lol Coxhill, Han Bennink, Leo Smith, Tristan Honsinger, Steve Beresford, Anthony Braxton y otros, Incus 1992)
- Drops (con Andrea Centazzo, Inctus, 1977)
- Dart Drug (con Jamie Muir, Incus, 1981)
- Aida (Incus, 1982, reissued on Dexter's Cigar, 1996)
- Cyro (con Cyro Baptista, Incus, 1982)
- Yankees (con John Zorn y George Lewis, grabó en 1983; varias veces emitido en Celluloid y Charly)
- Figuring (con Barre Phillips, Incus, 1987)
- Takes Fakes and Dead She Dances (Incus, 1987)
- Lace (solo de guitar, Emanem, grabado en 1989)
- Village Life (con Thebe Lipere y Louis Moholo, Incus 1992)
- Playing (con John Stevens, Incus 1992)
- Rappin & Tappin (con Will Gaines, Incus, 1994)
- Saisoro (con Yoshida Tatsuya, Masuda Ryuishi; Tzadik, 1995)
- Harras (con John Zorn y William Parker, 1995)
- Guitar, Drums 'n' Bass (con DJ Ninj, Avant records, 1996)
- The Sign Of Four (con Pat Metheny, Gregg Bendian, Paul Wertico, Knitting Factory, 1997)
- The Gospel Record (con Amy Denio, Dennis Palmer, grabado en 1999; publicado el Shaking Ray Records, 2005)
- llaer, (con Ingar Zach) (SOFA, 2000)  disponible desde www.sofamusic.no
- Ballads, (Tzadik, 2002)
- Pieces for Guitar, (Tzadik, 2002)
- Barcelona (con Agusti Fernández), Hopscotch Records, 2001, disponible desde emusic
- Wireforks (con Henry Kaiser) Shanachie/Jazz, 1993 disponible desde emusic
- |Legend of the Blood Yeti with Thirteen Ghosts and Thurston Moore
- Limescale (con Tony Bevan, Incus, 2002)
- Improvisation Ampersand/Runt 1975, disponible desde emusic
- Blemish (David Sylvian, Samadhisound, 2003)
- Soshin (con Fred Frith and Antoine Berthiaume) Ambiances Magnetiques, 2003, disponible desde actuellecd.com
- Scale Points On The Fever Curve (con Milo Fine, Emanem, 2003)
- Carpal Tunnel, Tzadik, 2005
- The Moat Recordings (como parte de la Joseph Holbrooke Trio), Tzadik, 2006
- To Play (The Blemish Sessions), Samadhi, 2006
- Standards, Tzadik, 2007

## Otras lecturas
- Derek Bailey - Improvisation: Its Nature and Practice (1992)
- Philip Clark - The Wire Primers: A Guide To Modern Music: Derek Bailey, pages 121-129; Verso, 2009; ISBN 978-1-84467-427-5
- Ben Watson - Derek Bailey and the Story of Free Improvisation. ISBN 1-84467-003-1
- Lash, Dominic. 2011. "Derek Bailey's Practice/Practise". Perspectives of New Music 49, no. 1 (Winter): 143–71.